# John Nunn
John Denis Martin Nunn (Londra, 25 aprile 1955) è uno scacchista e compositore di scacchi inglese, grande maestro.
È stato uno dei più forti scacchisti inglesi tra gli anni ottanta e novanta. Nella Classifica mondiale FIDE del mese di gennaio 1985 ha raggiunto il nono posto nel mondo. È un compositore di studi di prim'ordine, con oltre 300 suoi studi compresi nel database di riferimento di Harold van der Heijden. Ha vinto due volte, nel 2004 e nel 2007, il Campionato del mondo di soluzione studi e problemi. In carriera ha pubblicato diversi libri dedicati agli scacchi.

## Carriera
John Nunn ha iniziato a giocare a scacchi all'età di quattro anni, seguendo gli insegnamenti del padre. Sin da giovane si è dimostrato talentuoso. All'età di nove anni ha vinto il campionato di Londra under-12. Nel 1967 ha vinto il campionato britannico under-14 e a quattordici anni il campionato di Londra under-18.
Ha ottenuto il dottorato in matematica all'Università di Oxford nel 1978, con una tesi dedicata agli spazi H-finiti. È rimasto nell'università come insegnante fino al 1981, quando ha deciso di diventare un giocatore di scacchi professionista.
Nel 1975 vince a Groninga il campionato europeo juniores (under-20). Nel 1978 vince il torneo Tungsram di Budapest e ottiene il titolo di Grande maestro. Nel 1980 vince a Brighton il campionato britannico (dopo spareggio con William Hartston, 3,5 - 2,5).
Vince tre volte il torneo di Hastings: nel 1993/94 (pari con Ulf Andersson), nel 1993/94 e nel 1996/97 (pari con Mark Hebden e Eduardas Rozentalis). 
Vince il torneo Hoogovens di Wijk aan Zee tre volte: nel 1982 (pari con Jurij Balašov), nel 1990 e nel 1991. 
Vince due volte il torneo di Biel: nel 1982 (pari con Florin Gheorghiu) e nel 1983 (pari con Tony Miles).
Nel 1989 si classifica sesto nella "Coppa del Mondo" (vinta da Kasparov davanti a Karpov), una serie di tornei ai quali erano ammessi i migliori 25 giocatori del mondo.
Vince per due volte consecutive il mondiale over 65 tra il 2022 e il 2023, rispettivamente ad Assisi e a Terrasini

### Olimpiadi
Dal 1976 al 1994 ha partecipato a dieci Olimpiadi degli scacchi per l'Inghilterra, con l'ottimo risultato complessivo di +48 –14 =37 (67,2 %).
Ha ottenuto due medaglie d'oro individuali nelle Olimpiadi di Salonicco 1984 (miglior risultato in 2a scacchiera, +9 –0 =2, e miglior prestazione Elo) e una medaglia d'argento individuale nelle Olimpiadi di Salonicco 1988.
Alle olimpiadi di Salonicco 1984 ha vinto anche una medaglia d'oro per la soluzione di studi e problemi, diventando l'unico giocatore a vincere tre ori individuali in una sola olimpiade.
La sua migliore prestazione nei cicli di qualificazione per il campionato del mondo è stata nel 1987, quando si classificò = 3º con
Lajos Portisch nell'Interzonale di Szirák, ma poi perse il match di spareggio con Portisch per l'accesso al torneo dei candidati.

## Uno studio di John Nunn
|   | a | b | c | d | e | f | g | h |   |
| 8 | h8 cavallo del nero · h7 pedone del bianco · b6 re del nero · b5 pedone del bianco · e5 re del bianco · b4 pedone del nero | h8 cavallo del nero · h7 pedone del bianco · b6 re del nero · b5 pedone del bianco · e5 re del bianco · b4 pedone del nero | h8 cavallo del nero · h7 pedone del bianco · b6 re del nero · b5 pedone del bianco · e5 re del bianco · b4 pedone del nero | h8 cavallo del nero · h7 pedone del bianco · b6 re del nero · b5 pedone del bianco · e5 re del bianco · b4 pedone del nero | h8 cavallo del nero · h7 pedone del bianco · b6 re del nero · b5 pedone del bianco · e5 re del bianco · b4 pedone del nero | h8 cavallo del nero · h7 pedone del bianco · b6 re del nero · b5 pedone del bianco · e5 re del bianco · b4 pedone del nero | h8 cavallo del nero · h7 pedone del bianco · b6 re del nero · b5 pedone del bianco · e5 re del bianco · b4 pedone del nero | h8 cavallo del nero · h7 pedone del bianco · b6 re del nero · b5 pedone del bianco · e5 re del bianco · b4 pedone del nero | 8 |
| 7 | h8 cavallo del nero · h7 pedone del bianco · b6 re del nero · b5 pedone del bianco · e5 re del bianco · b4 pedone del nero | h8 cavallo del nero · h7 pedone del bianco · b6 re del nero · b5 pedone del bianco · e5 re del bianco · b4 pedone del nero | h8 cavallo del nero · h7 pedone del bianco · b6 re del nero · b5 pedone del bianco · e5 re del bianco · b4 pedone del nero | h8 cavallo del nero · h7 pedone del bianco · b6 re del nero · b5 pedone del bianco · e5 re del bianco · b4 pedone del nero | h8 cavallo del nero · h7 pedone del bianco · b6 re del nero · b5 pedone del bianco · e5 re del bianco · b4 pedone del nero | h8 cavallo del nero · h7 pedone del bianco · b6 re del nero · b5 pedone del bianco · e5 re del bianco · b4 pedone del nero | h8 cavallo del nero · h7 pedone del bianco · b6 re del nero · b5 pedone del bianco · e5 re del bianco · b4 pedone del nero | h8 cavallo del nero · h7 pedone del bianco · b6 re del nero · b5 pedone del bianco · e5 re del bianco · b4 pedone del nero | 7 |
| 6 | h8 cavallo del nero · h7 pedone del bianco · b6 re del nero · b5 pedone del bianco · e5 re del bianco · b4 pedone del nero | h8 cavallo del nero · h7 pedone del bianco · b6 re del nero · b5 pedone del bianco · e5 re del bianco · b4 pedone del nero | h8 cavallo del nero · h7 pedone del bianco · b6 re del nero · b5 pedone del bianco · e5 re del bianco · b4 pedone del nero | h8 cavallo del nero · h7 pedone del bianco · b6 re del nero · b5 pedone del bianco · e5 re del bianco · b4 pedone del nero | h8 cavallo del nero · h7 pedone del bianco · b6 re del nero · b5 pedone del bianco · e5 re del bianco · b4 pedone del nero | h8 cavallo del nero · h7 pedone del bianco · b6 re del nero · b5 pedone del bianco · e5 re del bianco · b4 pedone del nero | h8 cavallo del nero · h7 pedone del bianco · b6 re del nero · b5 pedone del bianco · e5 re del bianco · b4 pedone del nero | h8 cavallo del nero · h7 pedone del bianco · b6 re del nero · b5 pedone del bianco · e5 re del bianco · b4 pedone del nero | 6 |
| 5 | h8 cavallo del nero · h7 pedone del bianco · b6 re del nero · b5 pedone del bianco · e5 re del bianco · b4 pedone del nero | h8 cavallo del nero · h7 pedone del bianco · b6 re del nero · b5 pedone del bianco · e5 re del bianco · b4 pedone del nero | h8 cavallo del nero · h7 pedone del bianco · b6 re del nero · b5 pedone del bianco · e5 re del bianco · b4 pedone del nero | h8 cavallo del nero · h7 pedone del bianco · b6 re del nero · b5 pedone del bianco · e5 re del bianco · b4 pedone del nero | h8 cavallo del nero · h7 pedone del bianco · b6 re del nero · b5 pedone del bianco · e5 re del bianco · b4 pedone del nero | h8 cavallo del nero · h7 pedone del bianco · b6 re del nero · b5 pedone del bianco · e5 re del bianco · b4 pedone del nero | h8 cavallo del nero · h7 pedone del bianco · b6 re del nero · b5 pedone del bianco · e5 re del bianco · b4 pedone del nero | h8 cavallo del nero · h7 pedone del bianco · b6 re del nero · b5 pedone del bianco · e5 re del bianco · b4 pedone del nero | 5 |
| 4 | h8 cavallo del nero · h7 pedone del bianco · b6 re del nero · b5 pedone del bianco · e5 re del bianco · b4 pedone del nero | h8 cavallo del nero · h7 pedone del bianco · b6 re del nero · b5 pedone del bianco · e5 re del bianco · b4 pedone del nero | h8 cavallo del nero · h7 pedone del bianco · b6 re del nero · b5 pedone del bianco · e5 re del bianco · b4 pedone del nero | h8 cavallo del nero · h7 pedone del bianco · b6 re del nero · b5 pedone del bianco · e5 re del bianco · b4 pedone del nero | h8 cavallo del nero · h7 pedone del bianco · b6 re del nero · b5 pedone del bianco · e5 re del bianco · b4 pedone del nero | h8 cavallo del nero · h7 pedone del bianco · b6 re del nero · b5 pedone del bianco · e5 re del bianco · b4 pedone del nero | h8 cavallo del nero · h7 pedone del bianco · b6 re del nero · b5 pedone del bianco · e5 re del bianco · b4 pedone del nero | h8 cavallo del nero · h7 pedone del bianco · b6 re del nero · b5 pedone del bianco · e5 re del bianco · b4 pedone del nero | 4 |
| 3 | h8 cavallo del nero · h7 pedone del bianco · b6 re del nero · b5 pedone del bianco · e5 re del bianco · b4 pedone del nero | h8 cavallo del nero · h7 pedone del bianco · b6 re del nero · b5 pedone del bianco · e5 re del bianco · b4 pedone del nero | h8 cavallo del nero · h7 pedone del bianco · b6 re del nero · b5 pedone del bianco · e5 re del bianco · b4 pedone del nero | h8 cavallo del nero · h7 pedone del bianco · b6 re del nero · b5 pedone del bianco · e5 re del bianco · b4 pedone del nero | h8 cavallo del nero · h7 pedone del bianco · b6 re del nero · b5 pedone del bianco · e5 re del bianco · b4 pedone del nero | h8 cavallo del nero · h7 pedone del bianco · b6 re del nero · b5 pedone del bianco · e5 re del bianco · b4 pedone del nero | h8 cavallo del nero · h7 pedone del bianco · b6 re del nero · b5 pedone del bianco · e5 re del bianco · b4 pedone del nero | h8 cavallo del nero · h7 pedone del bianco · b6 re del nero · b5 pedone del bianco · e5 re del bianco · b4 pedone del nero | 3 |
| 2 | h8 cavallo del nero · h7 pedone del bianco · b6 re del nero · b5 pedone del bianco · e5 re del bianco · b4 pedone del nero | h8 cavallo del nero · h7 pedone del bianco · b6 re del nero · b5 pedone del bianco · e5 re del bianco · b4 pedone del nero | h8 cavallo del nero · h7 pedone del bianco · b6 re del nero · b5 pedone del bianco · e5 re del bianco · b4 pedone del nero | h8 cavallo del nero · h7 pedone del bianco · b6 re del nero · b5 pedone del bianco · e5 re del bianco · b4 pedone del nero | h8 cavallo del nero · h7 pedone del bianco · b6 re del nero · b5 pedone del bianco · e5 re del bianco · b4 pedone del nero | h8 cavallo del nero · h7 pedone del bianco · b6 re del nero · b5 pedone del bianco · e5 re del bianco · b4 pedone del nero | h8 cavallo del nero · h7 pedone del bianco · b6 re del nero · b5 pedone del bianco · e5 re del bianco · b4 pedone del nero | h8 cavallo del nero · h7 pedone del bianco · b6 re del nero · b5 pedone del bianco · e5 re del bianco · b4 pedone del nero | 2 |
| 1 | h8 cavallo del nero · h7 pedone del bianco · b6 re del nero · b5 pedone del bianco · e5 re del bianco · b4 pedone del nero | h8 cavallo del nero · h7 pedone del bianco · b6 re del nero · b5 pedone del bianco · e5 re del bianco · b4 pedone del nero | h8 cavallo del nero · h7 pedone del bianco · b6 re del nero · b5 pedone del bianco · e5 re del bianco · b4 pedone del nero | h8 cavallo del nero · h7 pedone del bianco · b6 re del nero · b5 pedone del bianco · e5 re del bianco · b4 pedone del nero | h8 cavallo del nero · h7 pedone del bianco · b6 re del nero · b5 pedone del bianco · e5 re del bianco · b4 pedone del nero | h8 cavallo del nero · h7 pedone del bianco · b6 re del nero · b5 pedone del bianco · e5 re del bianco · b4 pedone del nero | h8 cavallo del nero · h7 pedone del bianco · b6 re del nero · b5 pedone del bianco · e5 re del bianco · b4 pedone del nero | h8 cavallo del nero · h7 pedone del bianco · b6 re del nero · b5 pedone del bianco · e5 re del bianco · b4 pedone del nero | 1 |
|   | a | b | c | d | e | f | g | h |   |

Soluzione:

## Opere pubblicate
Nunn è considerato uno dei migliori autori di libri di scacchi. Ha pubblicato tra l'altro Secrets of Grandmaster Chess, che ha vinto il premio "Book of the Year" della federazione inglese nel 1988, e John Nunn's Best Games, che ha vinto lo stesso premio nel 1995. In Italia hanno avuto molto successo i suoi manuali Capire gli scacchi mossa dopo mossa (Caissa Editrice, ISBN 978-88-88756-51-6) e il seguito Capire gli scacchi mossa dopo mossa 2, che ha vinto il premio Zichichi come miglior libro di scacchi del 2008.
Altre opere:
- 1001 Deadly Checkmates, Gambit Publications, 2011.
- 101 Brilliant Chess Miniatures, Gambit Publications, 2000.
- Beating the Sicilian 3 (con Joe Gallagher), Henry Holt & Co., 1995.
- Chess Course, Gambit Publications, 2014.
- Chess Endings (Volume 1 & Volume 2), Gambit Publications, 2010.
- The Complete Najdorf 6.Bg5, International Chess Enterprises, 1997.
- Endgame Challenge, Gambit Publications, 2002.
- Grandmaster Chess Move by Move, Gambit Publications, 2005.
- John Nunn's Best Games, Batsford, 2001.
- John Nunn's Chess Puzzle Book, Gambit Publications, 1999.
- Learn Chess, Gambit Publications, 2000.
- Learn Chess Tactics , Gambit Publications, 2004.
- Mammoth Book of the World's Greatest Chess Games (con John Emms e Graham Burgess),  Carroll & Graf, 2004.
- Nunn's Chess Openings (con Gallagher, Emms e Burgess), Everyman Chess, 1999.
- Secrets of Grandmaster Chess, International Chess Enterprises, 1997.
- Secrets of Practical Chess, Gambit Publications, 1998.
- Secrets of Minor-Piece Endings, Rowman Littlefield, 2001.
- Secrets of Pawnless Endings, Gambit Publications, 1994-2002.
- Secrets of Rook Endings, Gambit Publications, 1992-1999.
- Solving in Style, Gambit Publications, 1995-2002.
- Tactical Chess Endings, Batsford, 2003.
- Understanding Chess Endgames, Gambit Publications, 2009.
- Understanding Chess Middlegames, Gambit Publications, 2011.
- Understanding Chess Move by Move, Gambit Publications, 2001.

## Vita Privata
È sposato con Petra Fink-Nunn, una giocatrice di scacchi tedesca col titolo di Maestro FIDE femminile. Hanno un figlio, Michael.